# Venus Express
Venus Express var en rymdfarkost från den Europeiska rymdorganisationen (ESA) med syfte att undersöka Venus atmosfär. Bland annat undersöktes hur växthuseffekten bidrar till skapandet av en atmosfär och hur solvinden påverkar atmosfären.
Venus Express sköts upp den 9 november 2005, av en Sojuz-Fregat-raket från kosmodromen i Bajkonur, Kazakstan. Den anlände till Venus i april 2006. Hela projektet kostade 220 miljoner euro.
Den 28 november 2014 förlorade man kontakten med rymdsonden. 3 december 2014 återfick man delvis kontakten med rymdsonden, tyvärr återfick man inte kontrollen över rymdsonden. 
Den 16 december 2014 meddelade ESA att den vetenskapliga delen av rymdsondens flygning var avslutad.
Den 18 januari 2015 brann den upp i Venus atmosfär.